# Matt Mervis
Matthew Jared Mervis (Washington D. C., Estados Unidos, 16 de abril de 1998), más conocido como Matt Mervis, es un jugador profesional estadounidense de béisbol que se desempeña en la posición de primera base en Miami Marlins, equipo de las Grandes Ligas de Béisbol (MLB).

## Carrera
Mervis hizo su debut en la MLB con el equipo Chicago Cubs, en el cual jugó dos temporadas (2023-2024), después pasó a Miami Marlins.